# Ohrläppchen

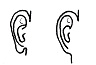
Freie (links) und angewachsene Ohrläppchen (rechts)

Das Ohrläppchen (lateinisch Lobulus auriculae) ist der weiche Anhang am unteren Teil der Ohrmuschel. Es dient keiner bekannten biologischen Funktion. Im Gegensatz zur übrigen Ohrmuschel enthält es kein Knorpel-, sondern lediglich Fettgewebe. Das Ohrläppchen ist nicht sonderlich schmerzempfindlich und wird deshalb zur Bluttropfenabnahme zu Laborzwecken genutzt.
Die Ohrläppchen können frei (vom Kopf bzw. Ohr hängend) oder angewachsen sein. Lange Zeit war man der Meinung, dass angewachsene Ohrläppchen rezessiv, freie dominant vererbt werden. Der Erbgang ist jedoch deutlich komplizierter: Bis zu 49 unterschiedliche Genvarianten sind an der Ausbildung dieses Merkmals beteiligt.
Die freien Ohrläppchen kommen bei der europäischen Bevölkerung ungefähr doppelt so häufig vor wie die angewachsenen, bei deutlichen Verteilungsunterschieden in den einzelnen Weltregionen und Ethnien. 
Ohrläppchen gelten als erogene Zone und sind die häufigste Stelle für Piercings in Form von Ohrlöchern für Ohrringe.